# Sistema Nacional de Salud (México)
El Sistema Nacional de Salud mexicano son las entidades públicas —federales y estatales—, del sector social y del privado que prestan servicios de salud a la población que reside en el territorio de México. Fue establecido después de la reforma a la Ley General de Salud mexicana de febrero de 1984.El surgimiento del Sistema Nacional de Salud está relacionado con la reforma sanitaria que se ha implementado gradualmente en el país a partir de la década de 1980, después de la crisis financiera que llevó al borde de la quiebra al estado mexicano. Para poder enfrentar esta situación de enfermedades en el gobierno mexicano suscribió una serie de compromisos con organismos financieros multilaterales como el Banco Mundial y el Fondo Monetario Internacional, entre los que se encontraba precisamente el desmantelamiento de los servicios estatales de salud y la implementación de un sistema de orientación liberal que permitiera la participación de actores privados en el campo de la salud.
Uno de los objetivos centrales del Sistema Nacional de Salud es integrar los diversos servicios de salud existentes en el territorio mexicano bajo la coordinación de la Secretaría de Salud. Esto se podrá alcanzar mediante la desconcentración de las funciones de prestación de servicios de salud, que son traspasados a los organismos de salud estatales y a los servicios privados mediante subrogación. De esta manera  la Secretaría de Salud federal jugaría el papel de entidad financiera y administradora del Sistema Nacional de Salud. En las primeras décadas del siglo XXI, este proceso continúa, aunque la Secretaría de Salud solo presta servicios sanitarios en los hospitales nacionales de referencia.

## Antecedentes
El Estado mexicano ha participado formalmente en el campo de los servicios de salud desde la Reforma liberal de mediados del siglo XIX, cuando las modificaciones a las leyes mexicanas transfirieron al gobierno la operación de los establecimientos sanitarios —centros de salud, hospitales— que hasta ese momento habían estado bajo administración de la iglesia católica. Durante el Porfiriato se instituyó el Consejo Superior de Salubridad y el primer código sanitario en el país. Desde 1915 se habían establecido algunas juntas sanitarias en varios estados de la república, y en 1917 se creó el Departamento de Salubridad Pública, órgano de orden federal de orientación higienista. Dentro de la orientación social del gobierno de Lázaro Cárdenas del Río, se creó la Secretaría de la Asistencia Pública en 1937. Esta institución tenía como propósito prestar asistencia social, incluyendo servicios de salud, a los sujetos considerados socialmente débiles. Tras la fusión entre esta secretaría y el Departamento de Salubridad Pública en 1943 surgió la Secretaría de Salubridad y Asistencia.

## Órganos Nacionales en el Sistema Nacional de Salud
- Secretaría de Salud
- Instituto Mexicano del Seguro Social
- IMSS-Bienestar
- Instituto de Seguridad y Servicios Sociales de los Trabajadores del Estado
- Instituto de Seguridad Social para las Fuerzas Armadas Mexicanas
- Servicios de Salud de Petróleos Mexicanos
- Sistema Nacional para el Desarrollo Integral de la Familia
- Sanidad Naval Dirección General Adjunta de Sanidad Naval (DIGASAN)

## Órganos de Apoyo
- Cruz Roja

## Órganos estatales en el Sistema Nacional de Salud
- Secretarías de Salud Estatales

### Aguascalientes
- Instituto de Servicios de Salud del Estado de Aguascalientes
- ISSSSPEA

### Baja California
- Instituto de Servicios de Salud del Estado de Baja California
- ISSSTECALI

### Baja California Sur
- Instituto de Servicios de Salud del Estado de Baja California Sur

### Campeche
- Instituto de Servicios Descentralizados de Salud del Estado de Baja California Sur
- ISSSTECAM

### Chiapas
- Instituto de Salud del Estado de Chiapas
- ISSSTECH

### Chihuahua
- Instituto Chihuahuense de la Salud
- Pensiones Civiles del Estado de Chihuahua

### Ciudad de México
- Servicios de Salud de la Ciudad de México

### Colima
- Servicios de Salud del Estado de Colima
- Instituto de Pensiones de los Servidores Públicos del Estado de Colima

### Guanajuato
- Instituto de Salud Pública del Estado de Guanajuato